# Neder-Silezisch voetbalkampioenschap 1919/20
In 1919/20 werd het negende Neder-Silezisch voetbalkampioenschap gespeeld, dat georganiseerd werd door de Zuidoost-Duitse voetbalbond. Het was het eerste kampioenschap na de Eerste Wereldoorlog. Of er een competitie plaatsvond is niet meer bekend, enkel dat er een finale gespeeld werd tussen ATV Liegnitz en VfB Schweidnitz.
ATV Liegnitz werd kampioen en plaatste zich voor de Zuidoost-Duitse eindronde. De club werd in de eerste ronde door Viktoria Forst verslagen.

## Finale
| Team 1       | Uitslag | Team 2          |
| ------------ | ------- | --------------- |
| ATV Liegnitz | 6:0     | VfB Schweidnitz |